# Hontoria de Valdearados (kommunhuvudort)
Hontoria de Valdearados är en kommunhuvudort i Spanien.   Den ligger i provinsen Provincia de Burgos och regionen Kastilien och Leon, i den centrala delen av landet, 150 km norr om huvudstaden Madrid. Hontoria de Valdearados ligger 867 meter över havet och antalet invånare är 256.
Terrängen runt Hontoria de Valdearados är platt. Runt Hontoria de Valdearados är det mycket glesbefolkat, med 7 invånare per kvadratkilometer. Närmaste större samhälle är Aranda de Duero, 16,3 km sydväst om Hontoria de Valdearados. Trakten runt Hontoria de Valdearados består till största delen av jordbruksmark.